# フィアム
フィアム（Fiamm S.p.A. ）は、イタリアヴェネト州ヴィチェンツァ県モンテッキオ・マッジョーレに本社を置く蓄電池、自動車部品のメーカーである。
2017年2月よりFIAMM Energy Technology S.p.A（FIAMMの鉛蓄電池事業の分割会社、以下フィアムET社）は日立化成の連結子会社となり、その後2020年4月28日、日立化成は昭和電工の連結子会社となり、同年10月1日に昭和電工マテリアルズに社名を変更した。2023年1月1日に昭和電工が株式会社レゾナック・ホールディングス（以下レゾナックHD）に、昭和電工マテリアルズが株式会社レゾナックに再編された際、フィアムET社はレゾナックHDの連結子会社となった。
同社製品の日本での輸入・販売は、自動車部品においては大阪市に本社を置いていた成川商会が長らく取り扱っていた。蓄電池においては株式会社セイシング（横浜市）がフィアム日本法人であるフィアムジャパンを運営していた。フィアムが日立化成の連結子会社になったタイミングでフィアムジャパンは閉鎖となった。
同社製品の日本での輸入・販売は、株式会社オリエンタルとフィアムジャパンを運営していた株式会社セイシング（横浜市）が担っている。
2022年から大阪に本社を置く東邦自動車株式会社が同社製品の自動車用バッテリー正規輸入・国内販売を開始する。当面はEN規格のみ扱いとし、国内の輸入車用に向けた全国販売展開を行う。
昭和電工マテリアルズ（当時）の蓄電デバイス・システム事業部門を分割・承継したエナジーウィズ株式会社は同社の自動車用電池ブランドであるTuflongのうち欧州規格のTuflong ENの一部をフィアム社製造のイタリア製と明記の上発売している。

## 沿革
- 1942年 - 自動車用バッテリー会社として創立。
- 1950年 - ミッレミリアにおいてフェラーリはフィアムのバッテリー電源で優勝している。
- 1970年 - 欧州自動車メーカーの純正採用品となる。
- 1980年 - アメリカにバッテリー輸出を開始する。

## 採用しているメーカー
- フェラーリ
- ポルシェ
- ランボルギーニ
- アルファロメオ
- ロールス・ロイス
- メルセデス・ベンツ
- BMW
- アウディ
- フォード
- GM
- ルノー
- 日産